# بز مرخز کردستان

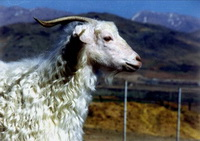

بز مرخز کردستان یا بزنه مه ره ز تنها نژاد بز تک پوششی کشور و مولد الیافی براق به نام محلی (مه ره ز) است؛ که فقط توسط این نژاد تولید می‌شود
در حال حاضر حفظ ذخایر ژنتیکی در معرض نابودی و اصلاح آن اهمیت دارد.
از میان الیاف دامی تولید شده در جهان بعد از پشم موهر در رتبه دوم قرار دارد الیاف موهر به وسیلهٔ بز آنقوره که در ایران بز مرخز نام دارد تولید می‌گردد. بزهای آنقوره حیوانات چند منظوره ای هستند که در کشور ترکیه از موهر گوشت و شیر تولیدی آن‌ها درآمد کسب می‌شود.
مرکز تحقیقات و آموزش کشاورزی و منابع طبیعی استان کردستان بخاطر حفظ این نژاد ارزشمند ایستگاه تحقیقاتی بز مرخز سقز را راه اندازی کرده تا هم دام در حال انقراض حفظ شود و هم‌راهی برای جایگزینی درآمد مردم پیدا کند.
ایستگاه تحقیقاتی بزمرخز سقز
ایستگاه در پنج کیلومتری جنوب شهر سقز استان کردستان و در منطقه سرد و کوهستانی و نیمه خشک که شبیه شرایط زیستگاه این نسل از بزهای کوهی می‌باشد.

## خصوصیات ظاهری
بز مرخز محلی حیوانی است چابک و زرنگ با بدنی جمع و جور و جثه نسبتاً کوچک که برای پرورش در مناطق کوهستانی مناسب است. در این نژاد سر متوسط حدقه برجسته گوشهای نسبتاً بلند و آویزان و پاهای کوتاه و قوی هستنند. در نرها شاخ طویل و پیچیده و در ماده‌ها کوتاه با پیچش ملایم و به شکل‌های متفاوت دیده می‌شود.

## جمعیت و پراکنش
شواهد نشان می‌دهد این نژاد قبلاً در جنوب غربی استان آذربایجان غربی' و بخشیهای استان کردستان' و شمالغربی استان کرمانشاه' حضور داشته ولی در حال حاضر فقط در تعداد از روستاهای جنوب غربی آذربایجان و بلاخص بخش‌های آلوت وآرمرده شهرستان بانه استان کردستان پراکنده‌است. بر اساس برآوردهای انجام شده در سال ۱۳۷۲ ۲۲ تا ۲۵ هزار رآس از این بز در غرب کشور و بیش از ۱۵۰۰۰ راس در استان کردستان وجود دارد ولی در حال حاضر جمعیت آن به کمتر از ۵۰۰ راس در استان کردستان رسیده‌است.

## خصوصیات الیاف پوششی و تولیدی بز مرخز
الیافت پوششی ارزشمند این بز و بیکاری مردم منطقه و نیز عدم آشنایی کامل حفظ و نگهداری این حیوان ارزشمند انقراض این موجود منحصر بفرد را سرعت بخشیده‌است. سازمان تحقیقات جهاد کشاورزی بر خود واجب می‌داند برای حفظ بقای این موجود ارزشمند تمام تلاش خود را درزمینه تحقیقات و نیز فراهم کردن زیستگاه محافظت شده و نیز آموزش روستائیان در پرورش و نگهداری در ایستگاه تحقیقاتی بز مرخز سقز تلاش کند.

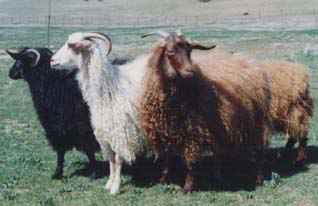
بز مرخز و رنگ‌بندی الیافت